# Ralph Yarborough
Ralph Webster Yarborough (Chandler, 8 giugno 1903 – Austin, 27 gennaio 1996) è stato un avvocato e politico statunitense appartenente al Partito Democratico.
Fu senatore degli Stati Uniti dal 1957 al 1971.